# Empire of the Sun (группа)
Empire of the Sun — австралийская электропоп-группа, созданная в 2007 году. Является дуэтом Люка Стила и Ника Литтлмора, участников групп The Sleepy Jackson и Pnau соответственно.

## История

### Предыстория
Люк Стил и Ник Литтлмор познакомились в 2000 году в одном из баров в Сиднее. Оба уже были подписаны EMI и работали над собственными проектами. Литтлмор помог написать песню «Tell the Girls That I’m Not Hangin' Out» для альбома Lovers проекта Стила The Sleepy Jackson, а Стил поучаствовал в проекте Литтлмора Teenager.
Дуэт совместно записал 2 композиции («Freedom» и «With You Forever») для очередного альбома англ. Pnau, куда входили Литтлмор и Мэйс. Ник комментирует: «Когда Мэйс и я писали „With You Forever“, я чётко понял, что нужно отослать её Люку. Он перезвонил день спустя и полностью пропел её мне». Вклад Стила так сильно повлиял на Ника и Питера, что они пересмотрели свои наработки и начали подбирать материал, больше ориентированный на вокал. Совместная работа вдохновила Стила и Литтлмора на работу над новым проектом. Литтлмор: «Мы заново влюбились в музыку [с „With You Forever“]; я думаю, что это — первая большая песня [Pnau]». Выпуск Pnau неожиданно получил признание от Элтона Джона, назвавшего альбом «лучшим из всего, что он слышал за последнее десятилетие».
«Вдохновить может всё. Группа построена на воображении, таким образом, оно идёт от изучения самураев в художественной школе до компьютерной графики, топографии, съёмок подводного мира, картин — чего угодно».
Новый проект с рабочим названием Steelemore стал развиваться в то, что впоследствии стало Empire of the Sun. Литтлмор отрицает связь названия группы с романом Джеймса Балларда «Империя солнца»: «Название больше исходит из идеи (и вы можете отследить её в видеоклипах), что мы путешествуем по всему миру, исследуя империи и цивилизации, в которых солнце являлось объектом поклонения. Это не имеет отношения ни к роману Балларда, ни к фильму Спилберга с тем же названием».
Костюмы и раскрас Стила и Литтлмора (а также оформление альбомов) базируются на постерах к фильмам «Звёздные войны» и «Индиана Джонс», а также на традициях Пекинской оперы.

### Walking on a Dream: 2008—2011

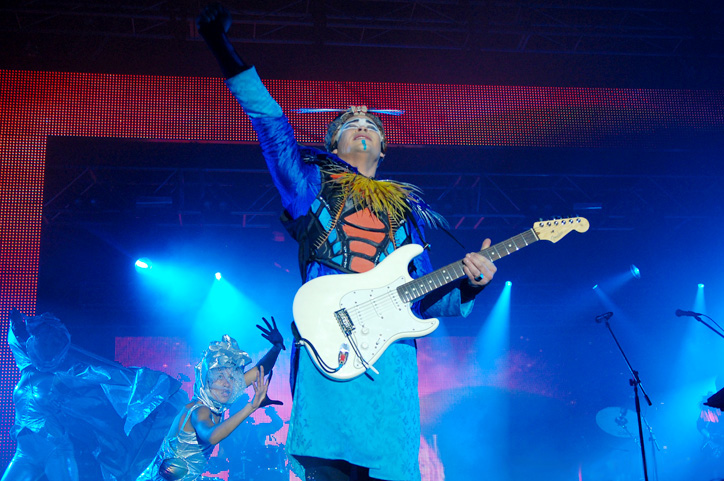
Parklife Festival, 2009 год

Поскольку Стил жил в Перте, а Литтлмор в Сиднее, дуэт работал большей частью независимо друг от друга, время от времени встречаясь в Сиднее и определяя стиль и направление будущего альбома. После нескольких месяцев обсуждения и отбора материала группа вместе с Питером Мэйсом отправилась в студию. Продюсированием Empire of the Sun занялись самостоятельно.
Дебютный альбом, названный Walking on a Dream, вышел в свет 3 октября 2008 года. До релиза альбома шесть треков были доступны для прослушивания в соцсети MySpace. Альбом дебютировал в ARIA Charts с 8-й позиции и вскоре поднялся до 6-й строчки.
Заглавный сингл с альбома, «Walking on a Dream», занял 10-ю позицию в Australian ARIA Singles Chart и впоследствии стал дважды платиновым. Следующий сингл, «We are the People», получил платину в Германии и золото в Австрии и Швейцарии. В общей сложности с альбома было выпущено 5 синглов; ко всем из них были сняты видеоклипы.
Отзывы критиков были главным образом положительными; на Metacritic альбом получил оценку в 61 %. Мартин Робинсон в своём обзоре для NME посчитал, что «их песни требуют, чтобы к ним отнеслись серьёзно — как к Принсу, Ultravox и Боуи», и оценил их схожесть с MGMT с положительной стороны. Rolling Stone Australia охарактеризовал альбом как «великолепный, грустный электропоп», но отметил, что «в туманной второй половине альбома отыскать золото труднее». Вторая половина альбома вызывала чаще смешанную реакцию.

### Ice on the Dune: 2012—2014

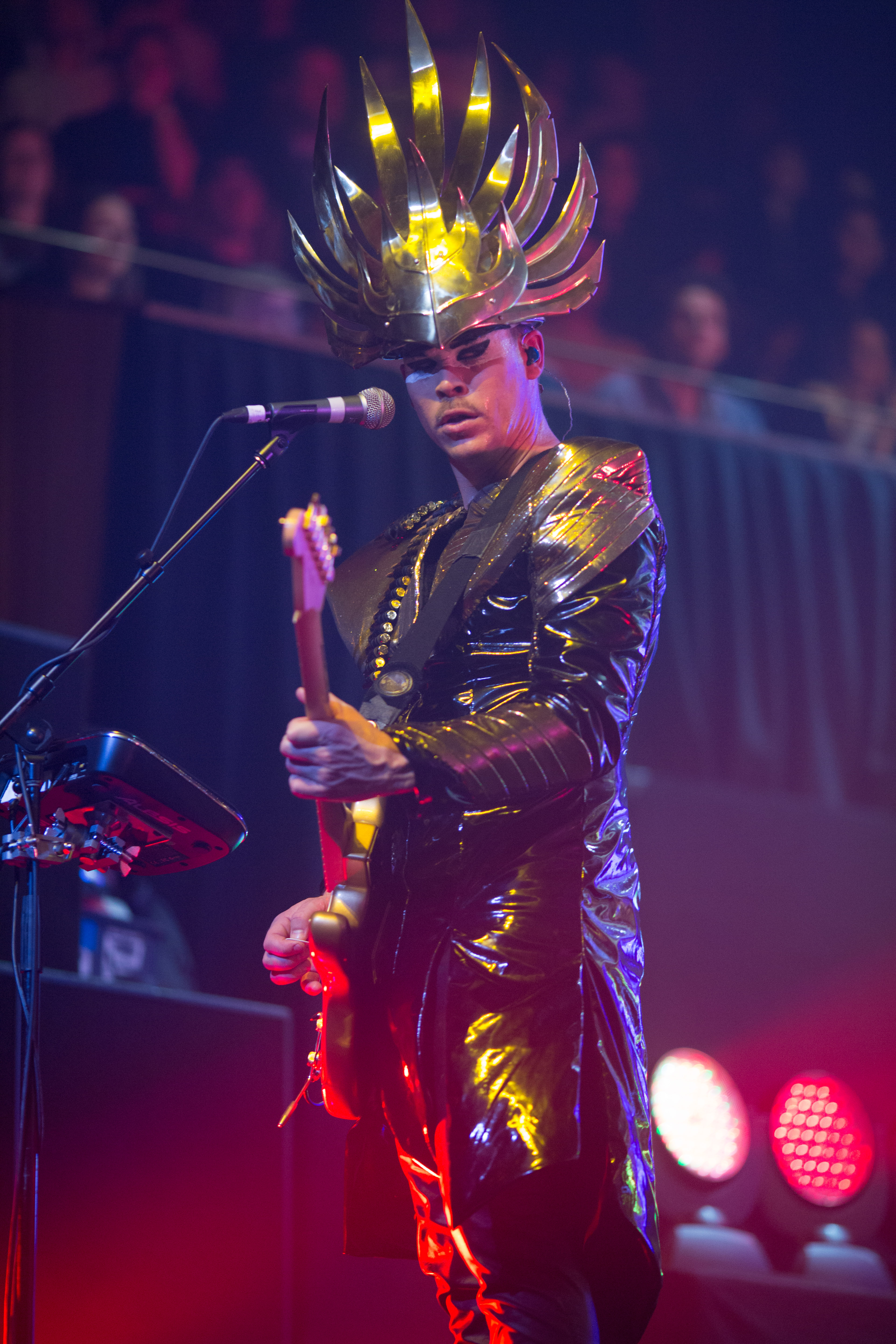
Люк Стил, 2013 год

11 марта 2013 года был выпущен трейлер к новому альбому группы Ice on the Dune. Для раскрутки альбома группа давала выступления на различных фестивалях в США, Европе и Австралии.
Первый сингл с альбома, «Alive», вышел 15 апреля и получил платиновый статус в Италии и Австралии, а также вошёл в саундтрек игры FIFA 14. Альбом Ice on the Dune вышел 14 июня 2013 года в Австралии и 18 июня 2013 года во всём мире. После выхода альбома Литтлмор озвучил намерение группы снять док.фильм: «Мы надеемся, что в будущем получится снять документальный фильм и шоу а-ля Лас-Вегас. Мы хотим устроить всё должным образом, с животными и тд. Мы всегда хотели слонов и тигров.» На «Alive», «DNA» и «Celebrate» были сняты видеоклипы.
Ice on the Dune получил главным образом положительные отзывы критиков (Allmusic, The Guardian, The Independent, PopMatters), отметивших прекрасное сочетание акустических и электронных аранжировок, непрерывно-пиковых басовых партий, глубину эмоций и «приятный, воздушный» фальцет Стила, создавшие 110%-ый поп-саунд, заставляющий «вспомнить великих, но не копирующий их напрямую».

Некоторые рецензенты, например, NME и Drowned in Sound, покритиковали монотонность звучания большинства треков, звучащих «как радиохит», а также «карнавальный эстетизм» Стила и Литтлмора, подающийся слишком серьёзно, и отметили, что потенциал группы на альбоме не раскрыт.
Люк Стил привлёк внимание СМИ, прокомментировав в интервью NME (в ходе фестиваля Sziget в Будапеште) альбом Daft Punk Random Access Memories, вышедший в том же 2013-м году: «У них была большая маркетинговая кампания, зато у нас лучше песни». В поддержку альбома дуэт также выступал на таких фестивалях как Splendour in the Grass и Made in America.

### Two Vines: 2014—2017
В декабре 2014 года дуэт выпустил композиции «Alive» (2013), «Tonight» и «Wandering Star», вошедшие в саундтрек фильма «Тупой и ещё тупее 2». В конце 2014 года Ник Литтлмор объявил, что Empire of the Sun работают над новым студийным альбомом с рабочим названием Every Ocean Tells a Story. На вопрос касательно жанра Ник ответил: «Мы покинули клуб и вернулись в поля цветов, они прекрасны в дневном свете.»
В 2015 году дуэт выступил на таких фестивалях как Cumbre Tajín, Mysteryland, Firefly Music Festival и Hollywood Bowl.
В 2016 году композиция группы «Walking on a Dream» была задействована в рекламе Honda Civic и дала коллективу новый виток популярности, став их первой записью, покорившей американский чарт и топ Shazam. В мае 2016 года дуэт выпустил новую песню «Welcome to My Life», в которой (впервые в истории группы) звучит вокал Литтлмора.
В октябре 2016 года вышел новый альбом Two Vines, первый сингл с которого, «High and Low», получил золотой статус продаж в Австралии. В записи альбома приняли участие Линдси Бакингем из Fleetwood Mac, Венди Мелвойн из Prince & The Revolution, а также Генри Хей и Тим Лефербе, работавшие с Дэвидом Боуи.
В 2017 артисты представили небольшой EP On Our Way Home, после чего отправились в небольшое турне. К 2019 появился сингл Chrysalis, который издавался на лейбле EMI.

## Дискография
Студийные альбомы
| Год             | Альбом             | Сертификация                                                |
| --------------- | ------------------ | ----------------------------------------------------------- |
| 4 октября 2008  | Walking on a Dream | : 3×платиновый : золотой диск : золотой диск : золотой диск |
| 14 июня 2013    | Ice on the Dune    | : золотой диск                                              |
| 28 октября 2016 | Two Vines          |                                                             |
| 26 июля 2024    | Ask That God       |                                                             |

Синглы
| Год  | Название                    | Альбом             |
| ---- | --------------------------- | ------------------ |
| 2008 | «Walking on a Dream»        | Walking on a Dream |
| 2008 | «We Are the People»         | Walking on a Dream |
| 2009 | «Standing on the Shore»     | Walking on a Dream |
| 2009 | «Without You»               | Walking on a Dream |
| 2010 | «Half Mast (Slight Return)» | Walking on a Dream |
| 2013 | «Alive»                     | Ice on the Dune    |
| 2013 | «DNA»                       | Ice on the Dune    |
| 2014 | «Celebrate»                 | Ice on the Dune    |
| 2016 | «High and Low»              | Two Vines          |
| 2017 | «Way to Go»                 | Two Vines          |